# João Pedro Galvão
João Pedro, auch João Pedro Galvão genannt (* 9. März 1992 in Ipatinga; voller Name João Pedro Geraldino dos Santos Galvão), ist ein brasilianisch-italienischer Fußballspieler, der seit Juli 2022 bei Fenerbahçe Istanbul in der türkischen Süper Lig unter Vertrag steht. Er gehört durch seine erzielten Tore zu den historischen Fußballspielern der Vereinsgeschichte von Cagliari Calcio.

## Karriere

### Vereine
João Pedro spielte von 2006 bis 2010 in der Nachwuchsabteilung von Atlético Mineiro. Am 23. Mai 2010 debütierte er beim 3:1-Sieg über Athletico Paranaense in der Profimannschaft. Nur 3 Monate später wurde er vom italienischen Erstligisten US Palermo verpflichtet. Im offensiven Mittelfeld traf der junge Brasilianer dort jedoch auf namhafte Konkurrenz wie Javier Pastore und spielte deshalb hauptsächlich in der professionellen Jugendliga Campionato Primavera. In der Rückrunde der Saison wurde João Pedro an den portugiesischen Erstligisten Vitória Guimarães verliehen. Um weitere Spielpraxis zu erzielen, wurde der Mittelfeldspieler erneut verliehen. Diesmal führte ihn sein Weg Mitte August 2011 zum Club Atlético Peñarol nach Uruguay. In der Spielzeit 2011/12 erzielte er sechs Tore in 15 Spielen und wurde drittbester Torschütze der Apertura. Zudem kam er zu acht Einsätzen (ein Tor) in der Copa Libertadores 2012.
Seit Juli 2012 steht er wieder in seiner brasilianischen Heimat beim FC Santos unter Vertrag. An der Seite von Stürmerstar Neymar konnte er hier zunächst etwas Spielpraxis sammeln. Ende Juni 2013 wechselte João Pedro zur Saison 2013/14 auf Leihbasis zum portugiesischen Erstligisten GD Estoril Praia. Er wurde mit den Estorilern Meisterschaftsvierter, wo er mit seinen erzielten Toren zu mehreren Punktgewinnen beitrug. Nach Saisonende wurde er von den Estorilern fest verpflichtet und startete mit ihnen in die Saison 2014/15. Woraufhin die Estoriler sich später umentschieden und ihn weiter transferierten. Nach Saisonbeginn 2014/15 wechselte João Pedro Anfang September 2014 auf die italienische Insel Sardinien zum Erstligisten Cagliari Calcio und im Gegenzug wechselte Matías Cabrera zur GD Estoril Praia.
In seiner ersten Saison für die Sarden konnte João Pedro mit seinen fünf Ligatoren nicht den Abstieg seiner Mannschaft in die Serie B verhindern. In der Folgesaison trug er mit seinen erzielten Toren zu mehreren Punktgewinnen und zum knappen Serie-B-Meistertitel 2015/16 bei, somit auch zum sofortigen Wiederaufstieg in die Serie A. Nach zwei positiven Dopingtests auf Hydrochlorothiazid im Februar 2018 wurde João Pedro im März 2018 vorläufig gesperrt. Später wurde er im Mai 2018 von der italienischen Dopingorganisation NADO endgültig für sechs Monate gesperrt, wovon er rund zwei Monate aus seiner vorläufigen Sperre bereits abgesessen hatte. Die nächsten Saisons von 2018/19 bis 2020/21 trug João Pedro als Stammspieler und mit seinen erzielten Toren und Torvorlagen jede Saison zum Klassenerhalt seiner Mannschaft bei.
Seit der Saison 2020/21 war er der feste Mannschaftskapitän der italienischen Insulaner, wobei er schon zwischen 2017 und 2018 die Mannschaft mehrmals temporär anführte. Am Saisonende 2021/22 erzielte João Pedro in den vergangenen drei Saisons in der höchsten Ligaspielklasse Italiens pro Saison immer zweistellig an Ligatoren, womit er erst der zweite Fußballspieler der Vereinsgeschichte von Cagliari Calcio hinter der italienischen Fußballlegende Luigi Riva ist. Bis hierhin erzielte João Pedro 86 Pflichtspieltore für Cagliari Calcio und ist damit der vierterfolgreichste Torschütze der Cagliari-Vereinsgeschichte. Nach dem knappen Abstieg 2022 mit Sarden wurden im europäischen Sommer 2022 Verhandlungen über einen Wechsel zum Ligadreizehnten der vergangenen Süper-Lig-Saison Galatasaray Istanbul bekannt, welche scheiterten. Woraufhin João Pedro in der europäischen Sommer-Transferperiode 2022 zum Erzrivalen des Erstinteressenten Fenerbahçe Istanbul wechselte.
Sein Startelf- und Tordebüt für den Fenerbahçe gab er im September 2022 in der Süper Lig und dabei führte er mit seinen Torbeteiligungen seine Mannschaft zum 2:0-Sieg gegen den Kayserispor.

### Nationalmannschaften
João Pedro nahm mit der brasilianischen U-17-Nationalmannschaft an der U-17-Fußball-Weltmeisterschaft 2009 sowie der U-17-Fußball-Südamerikameisterschaft im selben Jahr teil. Die Südamerikameisterschaft gewann er mit seiner Mannschaft nach Elfmeterschießen im Finale gegen Argentinien.
João Pedro besitzt seit 2017 nach der Heirat mit einer Italienerin auch die italienische Staatsbürgerschaft. Im Januar 2022 erhielt er von der FIFA die Freigabe für einen Wechsel zum italienischen Fußballverband. Er debütierte am 24. März 2022 per Einwechslung im WM-Qualifikationsspiel gegen Nordmazedonien in der italienischen Nationalmannschaft, das Italien verlor und dadurch die WM 2022 verpasste. Für João Pedro blieb es sowohl die einzige Nominierung als auch der einzige Einsatz für die Squadra Azzurra.

## Erfolge
- Brasilianische U17-Junioren
  - U-17-Fußball-Südamerikameister: 2009

- Atlético Mineiro
  - Staatsmeisterschaft von Minas Gerais: 2010

- Vitória Guimarães 
  - Taça de Portugal: Finalist 2011

- FC Santos
  - Recopa Sudamericana: 2012 (ohne Einsatz)

- Cagliari Calcio
  - Aufstieg in die Serie A als Meister der Serie B: 2016[4]